# Chrysaora hysoscella
Méduse rayonnée
Espèce
Synonymes
- Medusa hysoscella
- Chrysaora cyclonata
- Chrysaora isosceles

La méduse rayonnée, Chrysaora hysoscella, aussi appelée méduse boussole est une espèce de méduses de la famille des pélagidées.

## Description et caractéristiques
C'est une méduse pélagique de forme allongée et de couleur blanc sale (parfois jaunâtre), avec une ombrelle régulière (10-30 cm de diamètre) ornée de 16 bandes radiales brunes (plus ou moins marquées), et bordée de 32 lobes marginaux bruns alternant avec les filaments pêcheurs, longs, fins et blanchâtres. Les quatre bras buccaux qui partent du dessous de l'ombrelle mesurent entre 20 et 60 cm de long. 24 tentacules réunis en groupe de 3 peuvent atteindre 2 m de long. Elle est urticante mais moins que celle qu'on trouve en Méditerranée.  

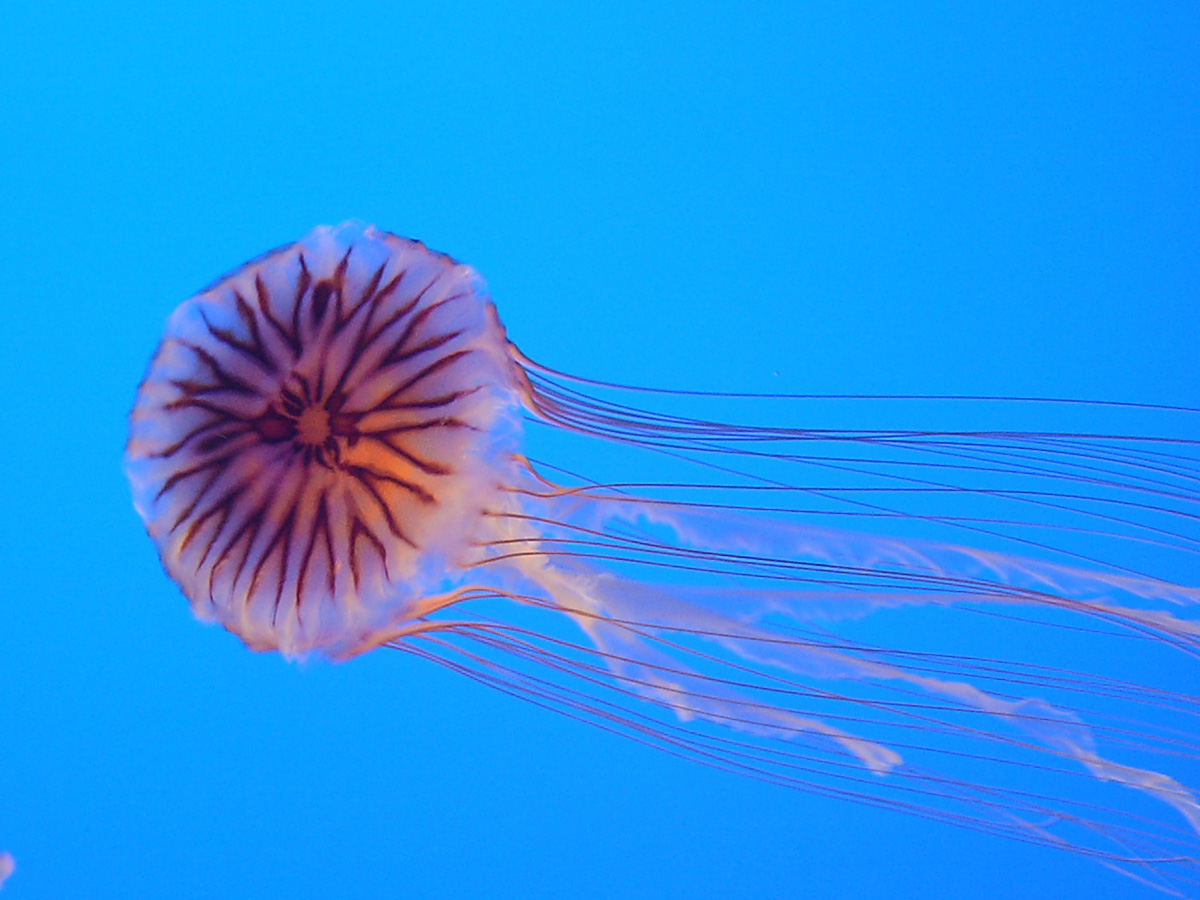
Vue du dessus
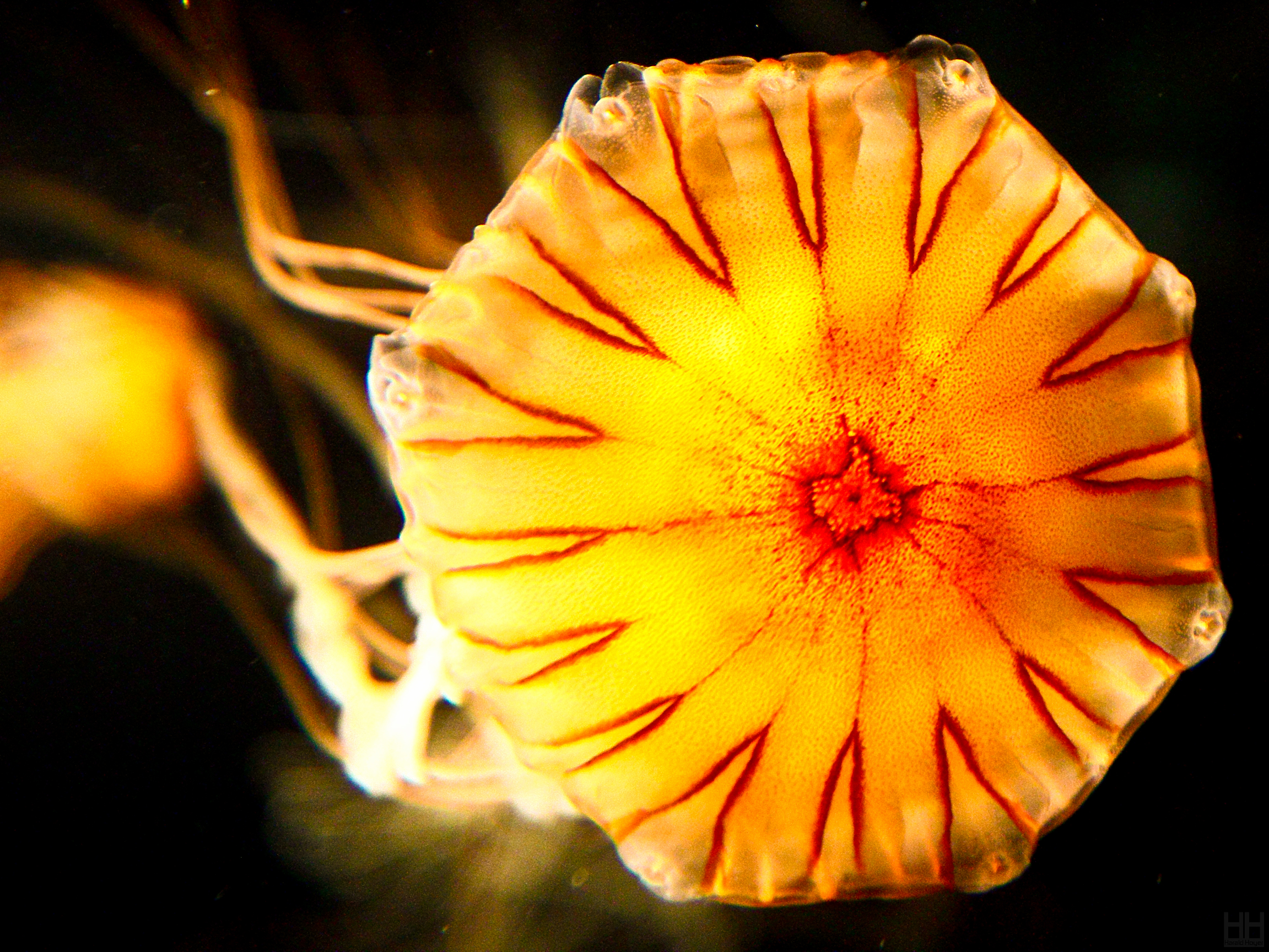
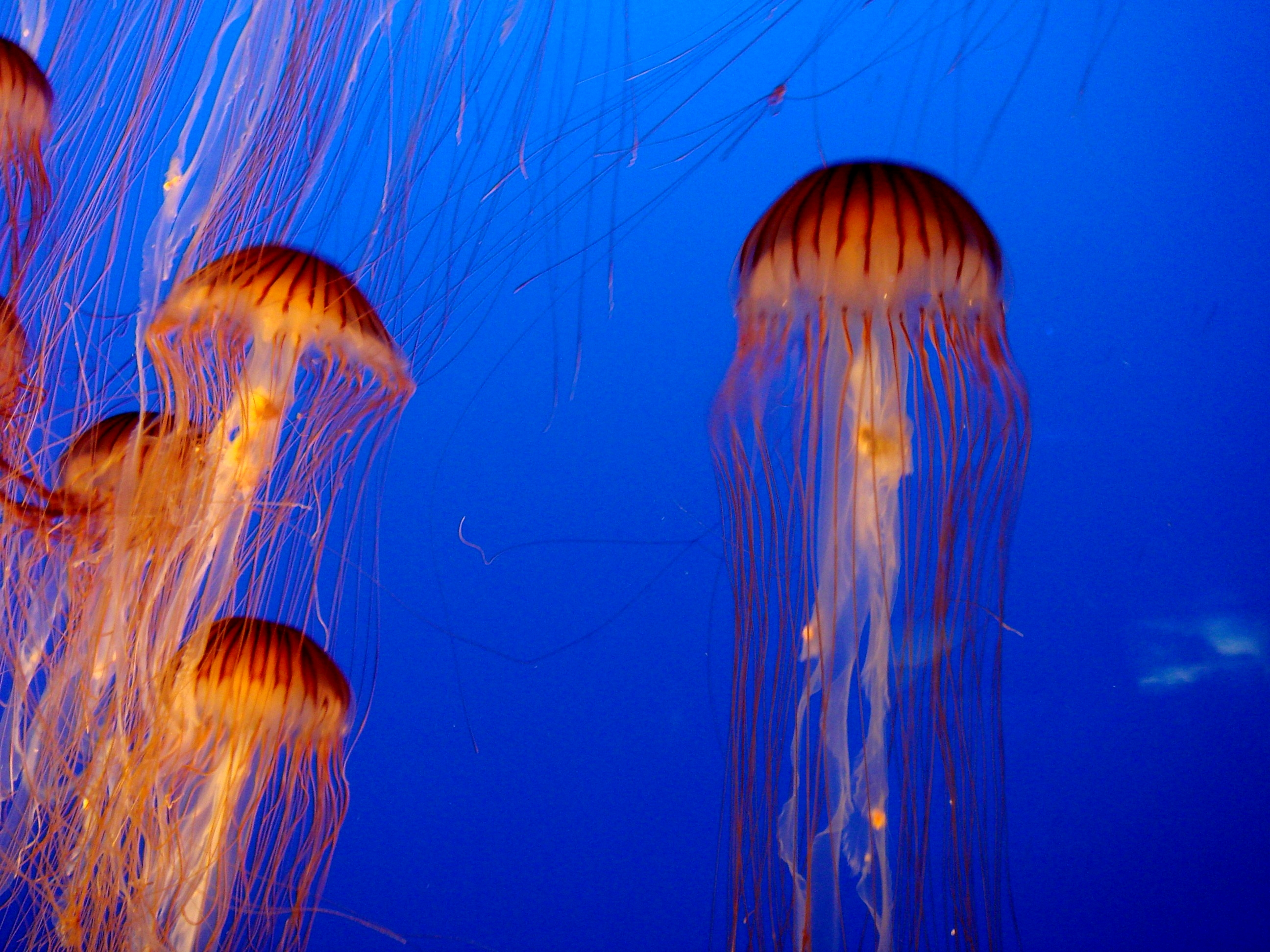
De profil
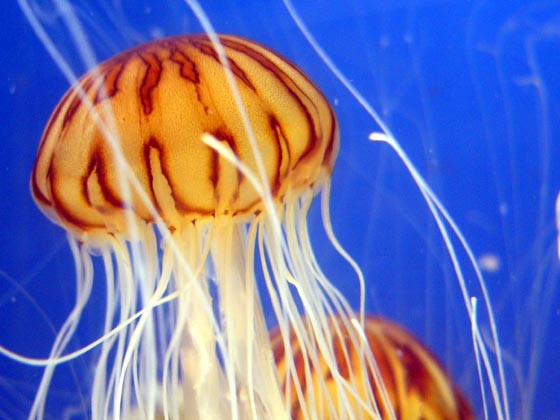

## Habitat et répartition
On rencontre cette méduse pélagique dans les eaux européennes (Méditerranée, Atlantique est et nord), notamment au printemps.

## Galerie

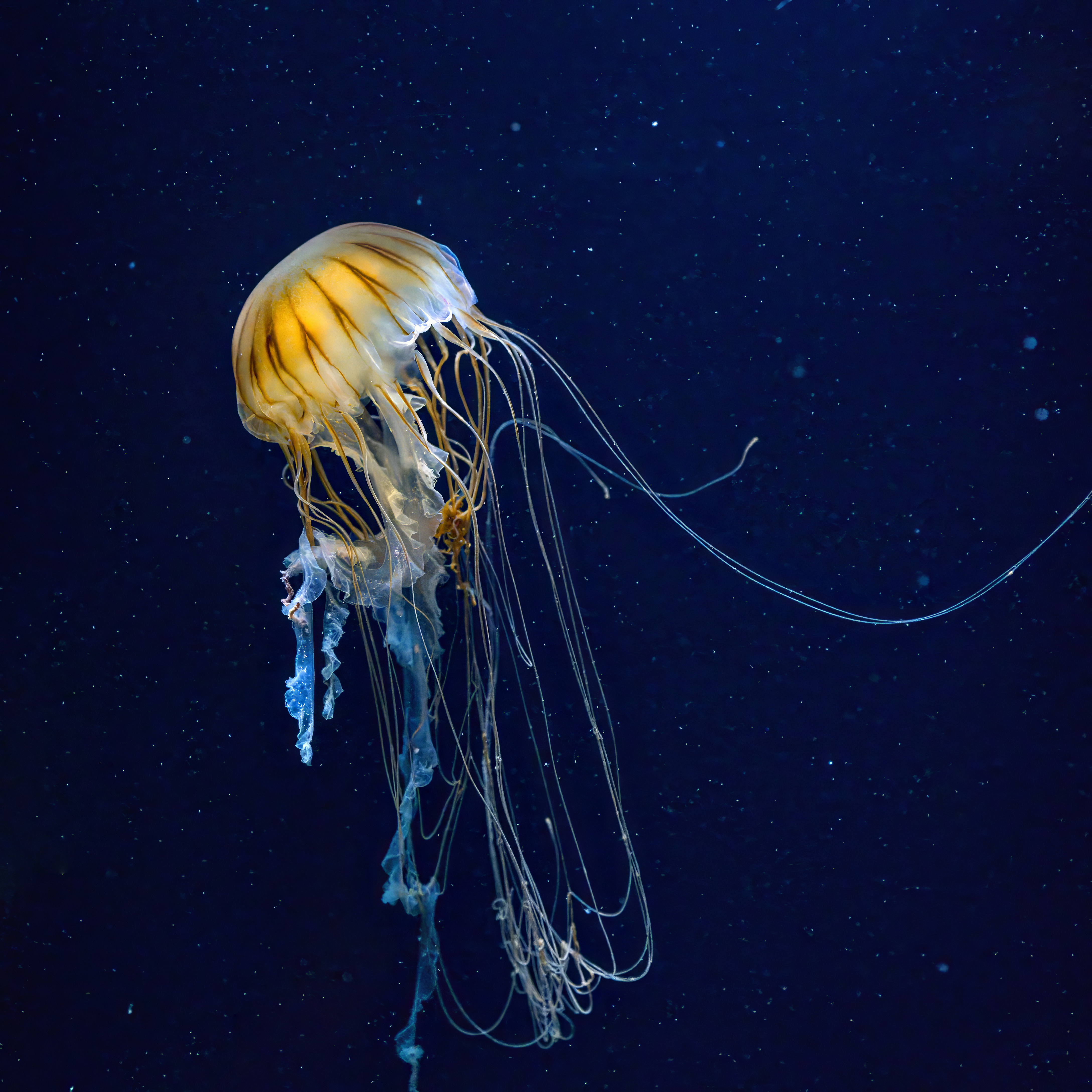
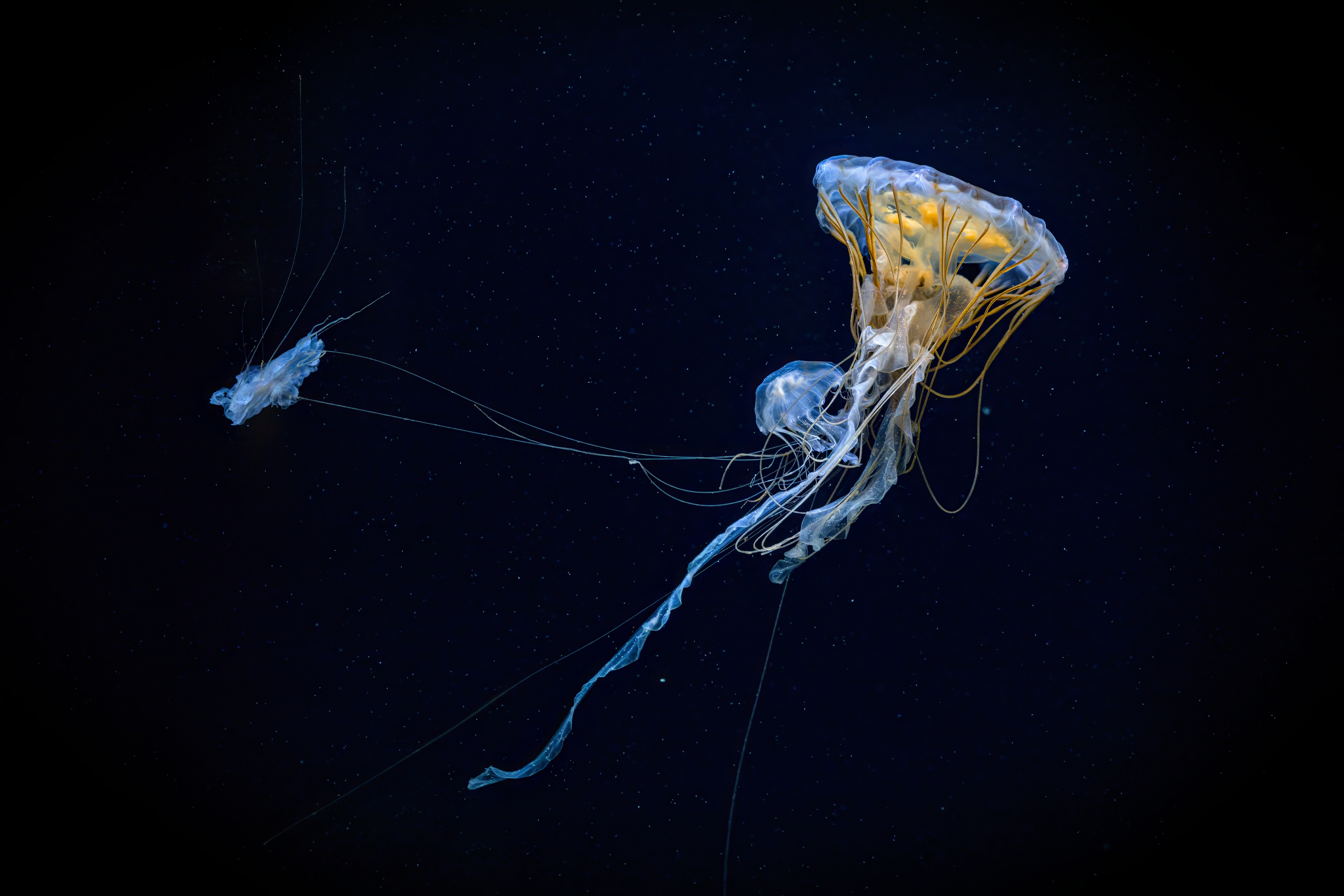
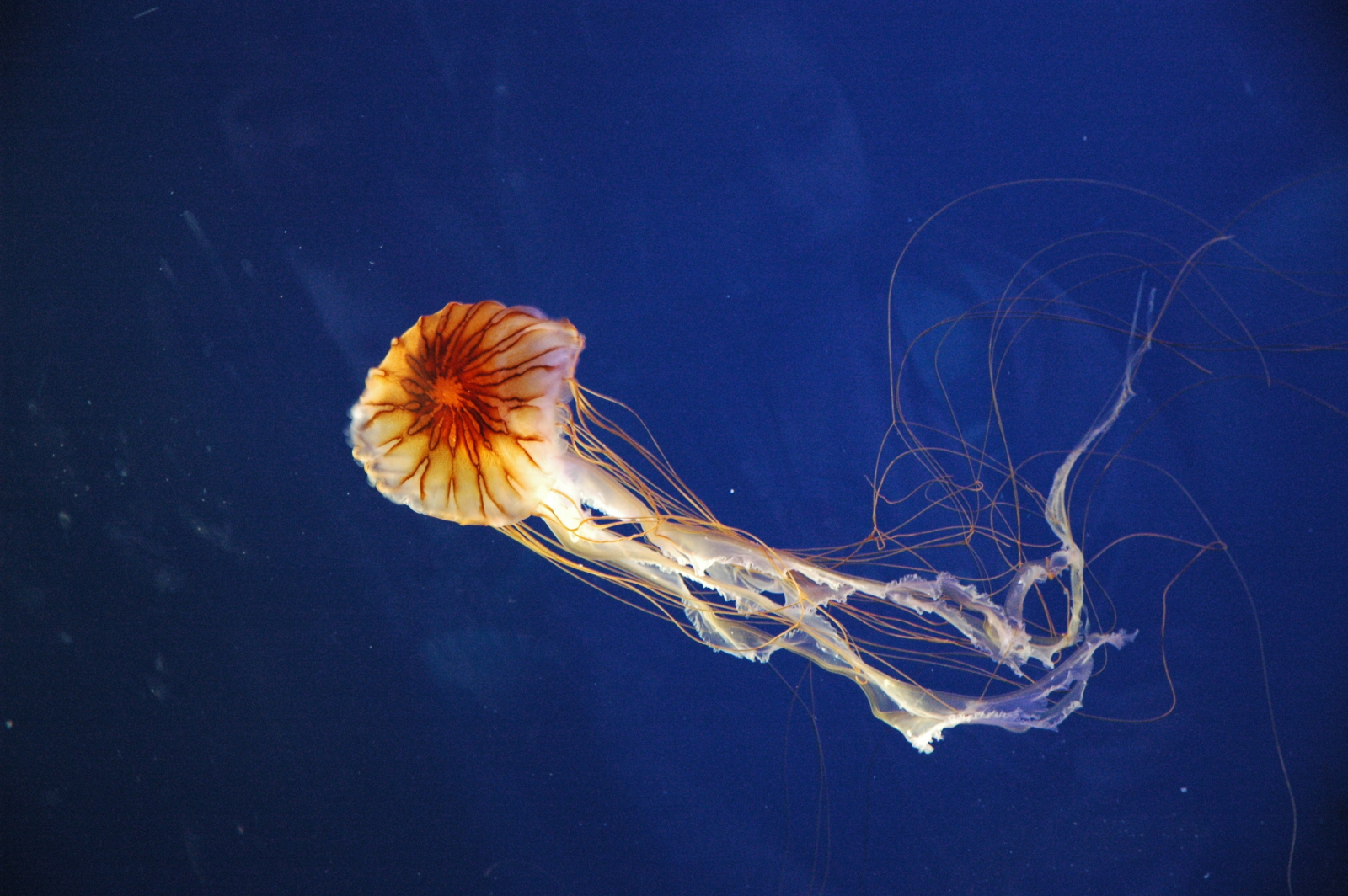
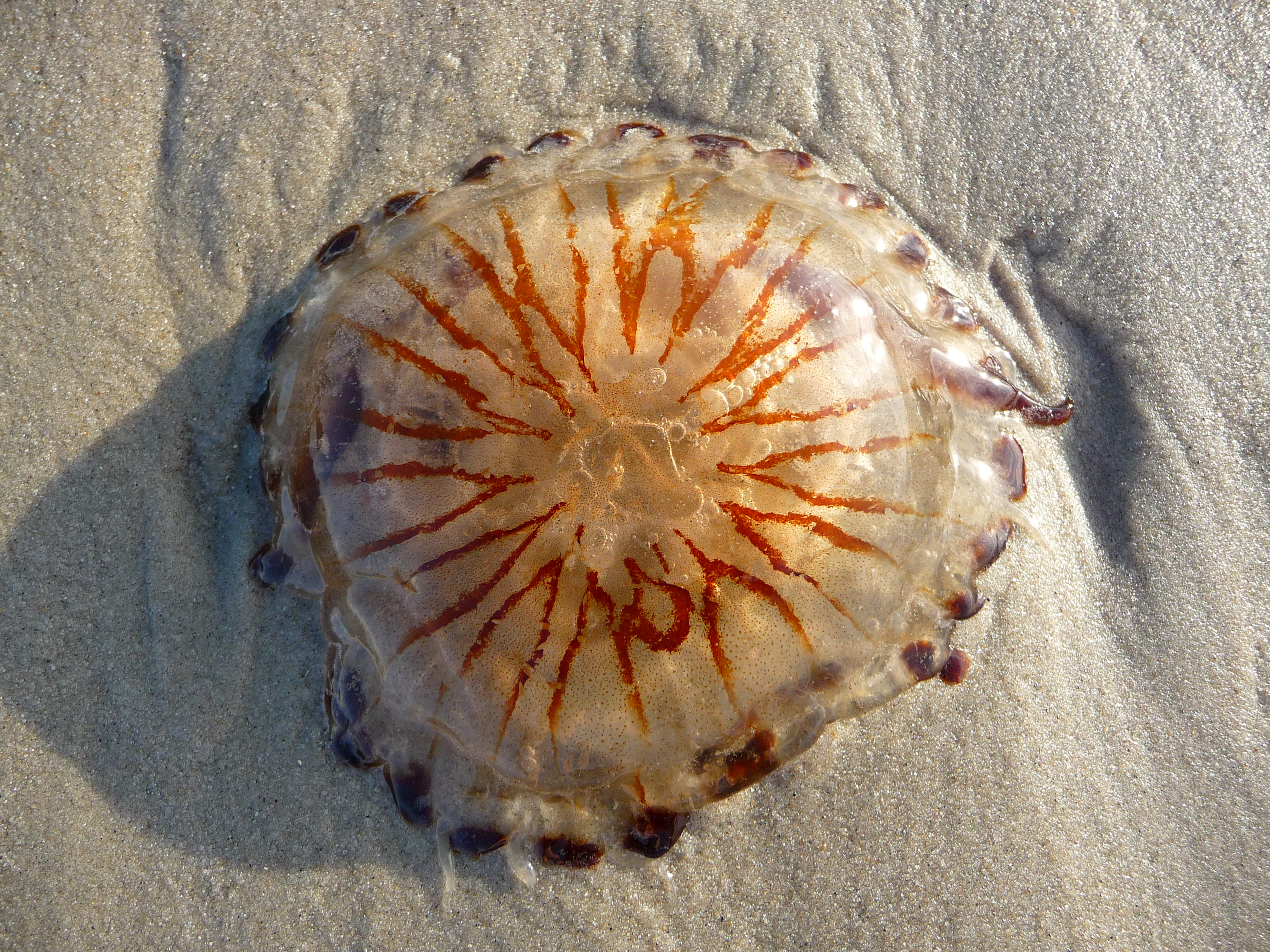
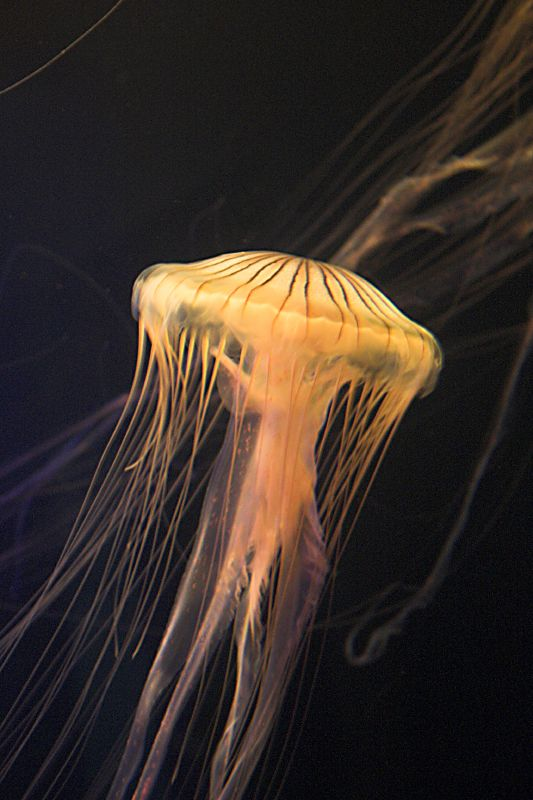
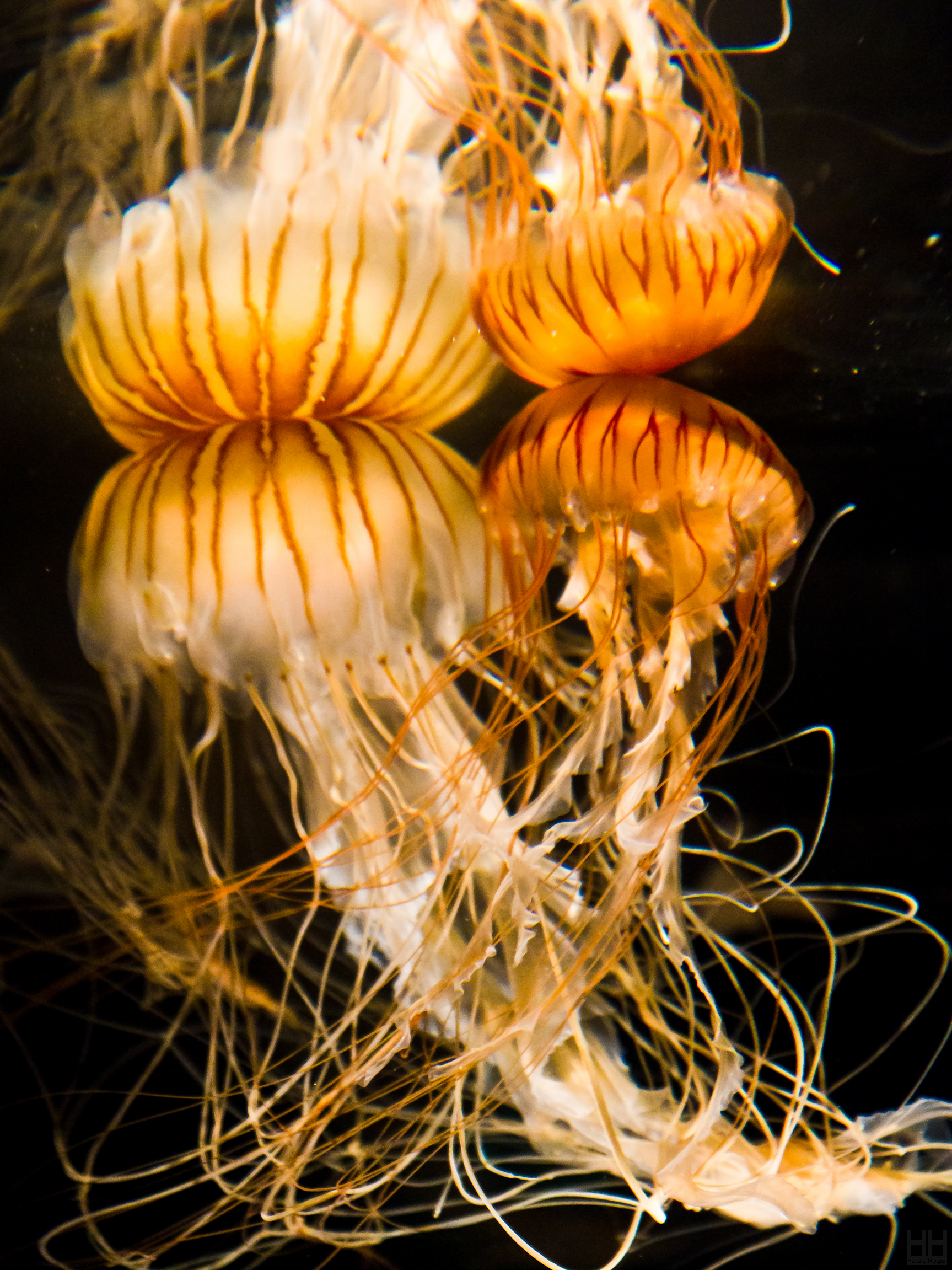
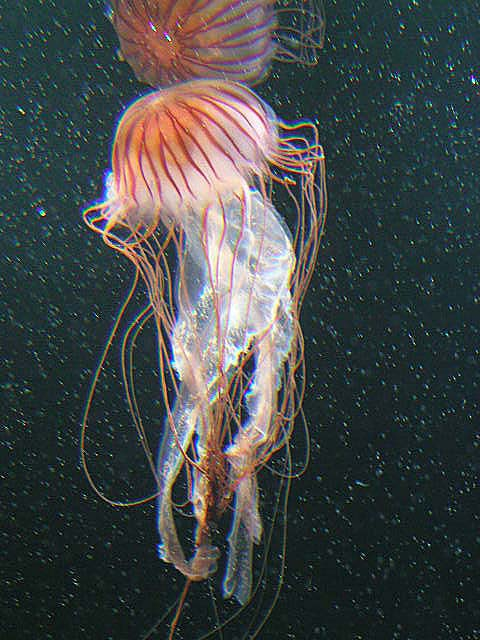